# La Motte-Ternant
La Motte-Ternant är en kommun i departementet Côte-d'Or i regionen Bourgogne-Franche-Comté i östra Frankrike. Kommunen ligger i kantonen Saulieu som tillhör arrondissementet Montbard. År 2022 hade La Motte-Ternant 150 invånare.

## Befolkningsutveckling
Antalet invånare i kommunen La Motte-Ternant
Referens:INSEE